# Fafen
Der Fafen ist ein temporärer Fluss in der Somali-Region Äthiopiens.

## Verlauf
Der Fluss hat seine Quellen etwa 30 km nordwestlich von Jijiga. Er fließt sehr geradlinig in südöstliche Richtung. Sein wichtigster Nebenfluss ist der von links kommende Jerer, der seinen gesamten Verlauf nur wenige Kilometer parallel zum Fafen fließt. Das Tal des Fafen mündet an der Grenze zu Somalia in das des Shabelle.

## Hydrometrie
Die Durchflussmenge des Fafan wurde über 3 Jahre (1969–71) in Kebri Dehar bei gut der Hälfte des Einzugsgebietes in m³/s gemessen.

## Einzugsgebiet
In den meisten Quellen wird der Fafan als linker Nebenfluss des Shabelle genannt, der ihn aber nur bei Hochwasser erreicht. In anderen wird er als abgeschlossenes hydrologisches System betrachtet. Das Einzugsgebiet wird mit 44.867 km² angegeben.